# 김웅원
김웅원(金雄元, ?~?)은 신라의 장수이다. 완산주도독을 지냈으며, 당나라 이사도의 난과 김헌창의 난을 평정했다.

## 생애
태대각간 김유신(金庾信)의 현손으로 추정된다. 조부 대아찬 김융(金融)은 모반에 연루되어 사사되었고, 아버지 집사랑 김장청(金長淸)은 김유신행록을 지었다. 강서의 수령 한준(韓峻)의 딸과 혼인하였다. 
811년(헌덕왕 3) 이찬(伊飡)으로 811년(헌덕왕 3) 완산주도독(完山州都督)이 되었으며, 819년 당나라 헌종(憲宗)의 요청에 응해 3만의 원군을 이끌고 당나라 운주절도사(鄆州節都使) 이사도(李師道)의 반란에 순천장군(順天將軍)으로 3만의 원군을 이끌고 당나라에 건너가서 난을 진압하는 데 공을 세웠다.
822년(헌덕왕 14) 웅천도독(熊川都督) 김헌창(金憲昌)이 반란을 일으키자, 잡찬(迊飡)으로 김균정(金均貞)·김우징(金祐徵)과 함께 3군을 이끌고, 성산(星山) 싸움에서 반란군의 지대(支隊)를 격파하고 웅천(熊川)을 함락시켜 난을 토평하는데 공(功)을 세웠다.